# Руссе, Жерар
Жерар Руссе (фр. Gérard Rousset, 9 апреля 1921 — 2000) — французский фехтовальщик-шпажист, призёр чемпионата мира.

## Биография
Родился в 1921 году. В 1952 году принял участие в Олимпийских играх в Хельсинки, но наград не завоевал. В 1953 году стал серебряным призёром чемпионата мира.